# 八幡神社 (八潮市南後谷)
八幡神社（はちまんじんじゃ）は、埼玉県八潮市の神社。

## 歴史
創建年代は不明である。ただ当地の旧家は後北条氏の家臣で、慶長年間（1469年 - 1487年）に当地に定着したことから、その頃に創建されたものと推測される。近くの西福寺が別当寺であった。
明治初期、近代社格制度に基づく「村社」に列せられ、1909年（明治42年）の神社合祀により、「日枝社」が合祀された。

## 交通アクセス
- 路線バス手代橋停留所より徒歩5分。